# Жеженчиці
Жеженчиці (пол. Rzerzęczyce) — село в Польщі, у гміні Кломниці Ченстоховського повіту Сілезького воєводства.
Населення — 1938 осіб (2011).
У 1975-1998 роках село належало до Ченстоховського воєводства.

## Демографія
Демографічна структура станом на 31 березня 2011 року:
|          | Загалом | Допрацездатний вік | Працездатний вік | Постпрацездатний вік |
| -------- | ------- | ------------------ | ---------------- | -------------------- |
| Чоловіки | 931     | 180                | 654              | 97                   |
| Жінки    | 1007    | 196                | 588              | 223                  |
| Разом    | 1938    | 376                | 1242             | 320                  |